# Haakon Sörvik
Pour les articles homonymes, voir Sörvik.
Haakon Abraham Sörvik, né le 31 octobre 1886 à Göteborg et mort le 30 mai 1970 dans la même ville, est un gymnaste artistique suédois.
Il est médaillé d'or du concours général par équipes aux Jeux olympiques d'été de 1908 à Londres, avec notamment son frère Birger Sörvik.